# Glossodinia
Glossodinia ou síndrome do ardor bucal é uma sensação de ardência ou queimação na língua sem que se possa observar lesão aparente nem definir uma causa específica. No entanto, a pressão exercida sobre os dentes pela língua, uma reação alérgica ou substâncias irritantes (p.ex., álcool, temperos ou tabaco) podem causar essa sensação. A mudança da marca do dentifrício, do líquido para higiene bucal ou da goma de mascar pode prover algum alívio. Atinge na maioria as mulheres.

## Diagnóstico
São diagnósticos de exclusão, sendo necessário descartar todas as outras possíveis causas de queimação e ardência nessas áreas, como estomatite de contato, candidíase, anemia, dispepsia e reação medicamentosa, antes que este diagnóstico seja feito. A glossodinia pode ser vista também como sintoma do diabetes.

## Tratamento
Algumas vezes, a glossodinia pode ser sinal de distúrbio emocional ou mental. Tranquilizantes em doses baixas podem ser úteis. Independentemente da causa, esse problema normalmente desaparece com o tempo. A maioria dos pacientes melhoram com psicoterapia e/ou antidepressivos.

## Ligações Externas
Manual Merck - Alterações da língua